# Senčak
Senčak – wieś w Słowenii, w gminie Sveti Tomaž. 1 stycznia 2018 liczyła 55 mieszkańców.